# Medardo Sanmartí

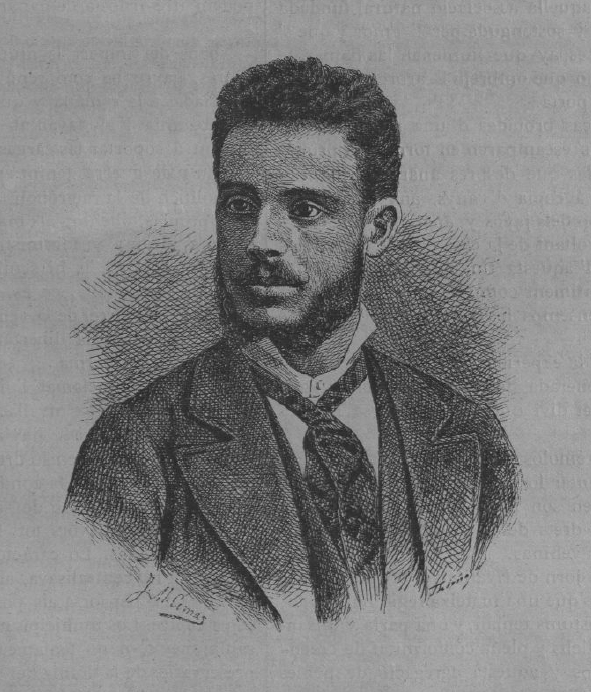
Retrato de Sanmartí publicado en la revista La Veu de Catalunya el 9 de agosto de 1891.

Medardo Sanmartí Aguiló (Barcelona, 1855, - 11 de junio de 1891) fue un escultor barcelonés discípulo de Jerónimo Suñol. Estudió en la Escuela de Bellas Artes de Barcelona y posteriormente fue becado en la Academia de España en Roma entre 1878 y 1883.

## Obras
- Escultura realizada en 1892 al Marqués viudo de Pontejos, que se encuentra en el conjunto formado por la plaza de San Martín y la de las Descalzas.
- Busto del Clemente Mateo-Sagasta[2] de 1888. Conservado en la Biblioteca Museo Víctor Balaguer.[3]
- Estatua de los caudillos Indíbil y Mandonio, en Lérida.[4]